# Emberizoides duidae
Tentilhão-do-duida ou canário-do-duída (Emberizoides duidae) é uma espécie de ave da família Emberizidae.
É endémica da Venezuela.
Os seus habitats naturais são: savanas áridas.